# Marcin Marciniszyn
Marcin Marciniszyn (né le 7 septembre 1982 à Bystrzyca Kłodzka) est un athlète polonais, spécialiste du 400 m.
Il a remporté le bronze aux Championnats du monde d'athlétisme 2007 à Osaka, en participant au relais 4 × 400 m en 3 min 00 s 05.
Il appartient au WKS Śląsk Wrocław.
Il a remporté le 4 × 400 m lors de la Coupe d'Europe des nations d'athlétisme 2007.

## Palmarès
| Date | Compétition                    | Lieu           | Résultat | Épreuve   |
| ---- | ------------------------------ | -------------- | -------- | --------- |
| 2001 | Championnats d'Europe junior   | Grosseto       | 1er      | 4 × 400 m |
| 2003 | Championnats du monde en salle | Birmingham     | 3e       | 4 × 400 m |
| 2005 | Championnats d'Europe en salle | Madrid         | DSQ      | 4 × 400 m |
| 2005 | Championnats du monde          | Helsinki       | 5e       | 4 × 400 m |
| 2005 | Universiade                    | İzmir          | 1er      | 4 × 400 m |
| 2006 | Championnats du monde en salle | Moscou         | 2e       | 4 × 400 m |
| 2007 | Championnats d'Europe en salle | Birmingham     | 3e       | 4 × 400 m |
| 2007 | Championnats du monde          | Osaka          | 3e       | 4 × 400 m |
| 2009 | Championnats d'Europe en salle | Turin          | 3e       | 4 × 400 m |
| 2009 | Championnats du monde          | Berlin         | 5e       | 4 × 400 m |
| 2010 | Championnats d'Europe          | Barcelone      | 5e       | 4 × 400 m |
| 2011 | Championnats d'Europe en salle | Paris          | 5e       | 4 × 400 m |
| 2011 | Jeux mondiaux militaires       | Rio de Janeiro | 2e       | 4 × 100 m |
| 2011 | Jeux mondiaux militaires       | Rio de Janeiro | 1er      | 4 × 400 m |
| 2012 | Championnats d'Europe          | Helsinki       | 7e       | 400 m     |
| 2012 | Championnats d'Europe          | Helsinki       | 4e       | 4 × 400 m |

### Records
- 200 mètres - 21 s 07 (2011)
- 400 mètres - 45 s 27 (2011)